# Amerikanske Jomfruøer ved sommer-OL 2020
Amerikanske Jomfruøer deltog under sommer-OL 2020 i Tokyo som bliver afviklet i perioden 23. juli til 8. august 2021. 

## Medaljer
| 2020 Tokyo            | Guld | Sølv | Bronze | Total |
| Amerikanske Jomfruøer | 0    | 0    | 0      | 0     |

### Medaljevinderne
| Amerikanske Jomfruøer under sommer-OL 2020 i Tokyo | Amerikanske Jomfruøer under sommer-OL 2020 i Tokyo | Amerikanske Jomfruøer under sommer-OL 2020 i Tokyo | Amerikanske Jomfruøer under sommer-OL 2020 i Tokyo | Amerikanske Jomfruøer under sommer-OL 2020 i Tokyo |
| Medalje                                            | Navn                                               | Sport                                              | Event                                              | Dato                                               |
| -------------------------------------------------- | -------------------------------------------------- | -------------------------------------------------- | -------------------------------------------------- | -------------------------------------------------- |
| -                                                  | -                                                  | -                                                  | -                                                  | -                                                  |